# Bahnhof Leipzig-Engelsdorf
Der Bahnhof Leipzig-Engelsdorf ist neben dem 1994 als Rangierbahnhof aufgegebenen Bahnhof Leipzig-Wahren der zentrale Rangierbahnhof im Eisenbahnknoten Leipzig. Er befindet sich an den Bahnstrecken Leipzig–Dresden, Engelsdorf–Connewitz und Wahren–Engelsdorf. Für den Reiseverkehr befinden sich im Bahnhofsteil Leipzig-Engelsdorf Bstg an der Bahnstrecke Leipzig–Dresden zwei Außenbahnsteige sowie südwestlich des Bahnhofs der Haltepunkt Leipzig Werkstättenstraße an der Bahnstrecke Leipzig–Geithain. Bis Dezember 2016 hieß der Bahnhof Engelsdorf (b Leipzig).

## Rangierbahnhof
Der am 1. Juli 1906 eröffnete Güterbahnhof ist ein einseitiger Rangierbahnhof mit 26, nach Ausbau der Nachordnungsgruppe am Stellwerk D 31 Richtungsgleisen. Die Einfahrgruppe am westlichen Ende des Rangierbahnhofes liegt am Leipziger Güterring mit zweigleisigen Verbindungen in südlicher und nördlicher Richtung. Für einfahrende Züge aus Richtung Dresden, die am Ostberg enden, besteht ein Schleppgleis zur Einfahrgruppe des Westberges.

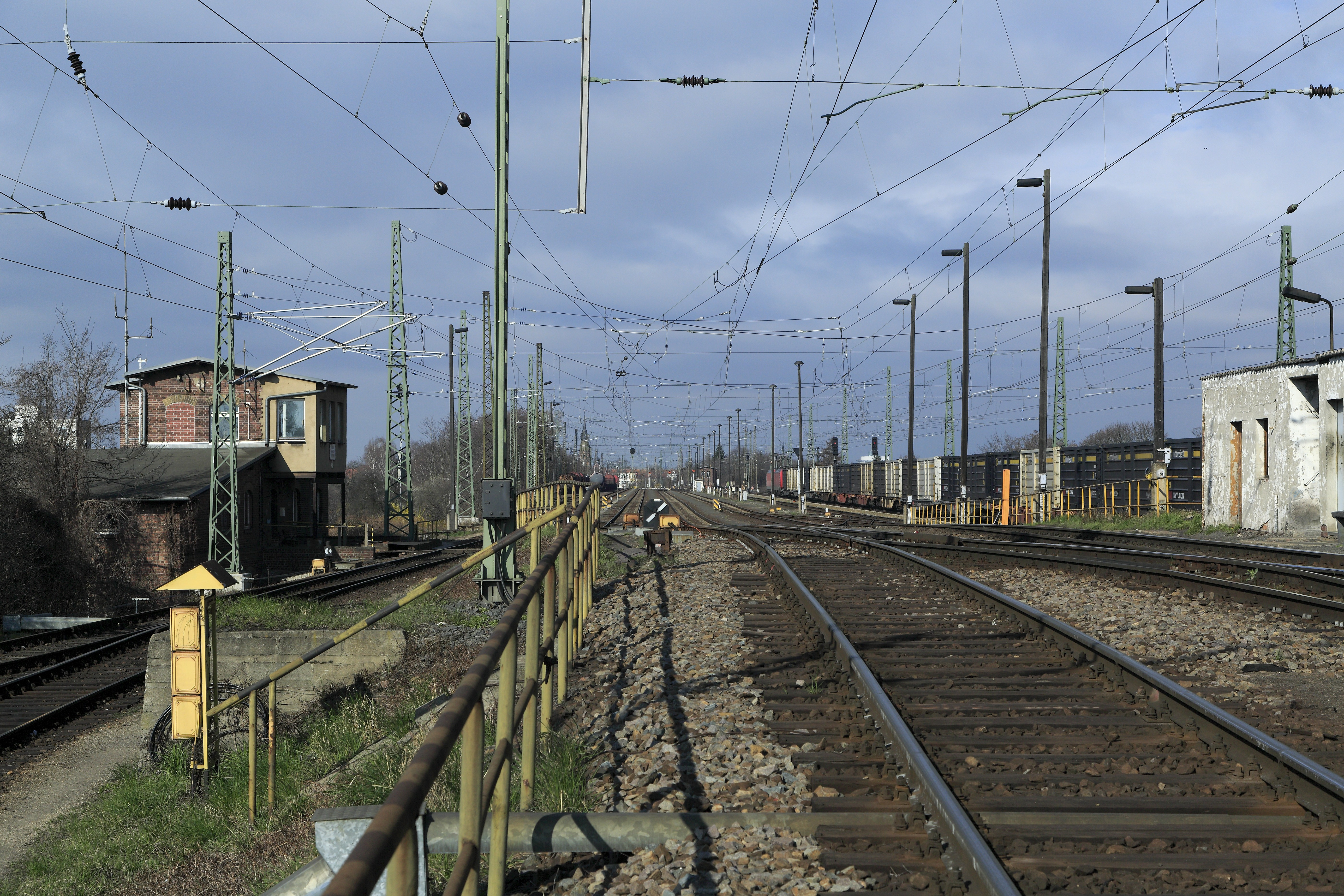
Einfahrgruppe Westberg vom Gipfel des Ablaufberges, links das Stellwerk 2

Für den Betrieb des Güterbahnhofes wurden 14 mechanische Stellwerke, überwiegend der Bauform Bruchsal G, errichtet. Davon entfielen im Lauf der Zeit die Stellwerke B und D ersatzlos durch Ausbau der Weichen und 1974 die Stellwerke 5, 7, 8 (alt), 10 und 11 durch die Inbetriebnahme des neuen Zentralstellwerkes B8. Im Zweiten Weltkrieg wurde das Stellwerk 4 bei einem der Luftangriffe auf Leipzig zerstört und 1947 in abweichendem Stil mit gelbem Klinkermauerwerk und einer Hebelbank der Bauform Jüdel aus altbrauchbaren Teilen neugebaut. In den 1960er Jahren wurde im vorher mechanischen Ablaufstellwerk A ein elektromechanisches Hebelwerk der Bauform 1907 eingebaut, zusätzlich erhielt der Ablaufberg drei Balkengleisbremsen als Talbremsen. 1971 wurde der Westberg auf Lichtsignale umgebaut. Diese werden zentral vom Fahrdienstleiter des Westberges bedient, der zeitgleich vom Stellwerk 2 auf das Endstellwerk 1 verlegt wurde. Die in diesem Zusammenhang neu eingebauten Weichen 1 und 2 wurden mit elektrischen Antrieben eingebunden, in den 1980ern auch die aufgrund des langen Stellweges und der Lage in der Überhöhung problematischen Weichen 3 und 4. Im Zug des Neubaues des Kreuzungsbauwerkes Engelsdorf, das die Bahnstrecke Leipzig–Geithain unter dem Ablaufberg hindurchführt, wurden die Ablaufstellwerke A und 3 erneut umgebaut. Beide erhielten elektromechanische Hebelwerke der Bauform 1912 mit Lampenüberwachung, das für das Stellwerk A wurde dabei vom alten, auf dem Kreuzungsbauwerk stehenden Gebäude in den bereits dafür vorbereiteten Bremsturm verlegt. Erst 1988 wurden die Richtungsgleise mit Schraubengleisbremsen ausgerüstet, seitdem sind keine Hemmschuhleger mehr notwendig.
Direkte Fahrten von und nach Leipzig Hbf sind seit dem Ausbau der Strecke nach Dresden wegen der Stilllegung der Strecke Leipzig-Paunsdorf–Engelsdorf (Gleis 5) nicht mehr möglich. In der Mitte sowie am östlichen Ende des Rangierbahnhofes ist ein Übergang zur Strecke nach Dresden möglich, des Weiteren führt ein drittes Streckengleis direkt aus dem Güterbahnhof parallel bis Borsdorf. Als Folge des Ausbaues der Strecke Leipzig–Dresden gehören die durchgehenden Hauptgleise 1 und 2 sowie das dritte Streckengleis nach Borsdorf nicht mehr zum Stellbereich des Zentralstellwerkes 8, sondern zum ESTW Wurzen.
Ende Juni 2003 entfielen nach Einstellung des Güterverkehres auch die Ein- und Ausfahrverbindungen in Richtung Geithain. Gleichzeitig wurde das dafür zuständige Stellwerk 4 geschlossen, die verbliebene Weiche für den Übergang in den eingleisigen Betrieb Richtung Liebertwolkwitz wurde an das eStw Leipzig Ost angebunden. Mit der Aufgabe der Verbindungsgleise 17 und 108 gehört der Stellwerksbereich des ehemaligen Stellwerkes 4 nicht mehr zum Bahnhof Engelsdorf. 2012 wurde der bisher mechanische Teil des Stellwerkes 1 in Vorbereitung des S-Bahn-Betriebes auf der bisherigen Güterringstrecke Engelsdorf–Stötteritz (LESt/6375) auf Gleisbildtechnik der Bauform GS II DR mit Siemens-Achszählern umgestellt. Seitdem ist zwischen Stötteritz und Engelsdorf sowie auf den mit Streckenblock ausgerüsteten Bahnhofsgleisen 10 und 11 zwischen West- und Ostberg Gleiswechselbetrieb möglich.
Nach dem Neubau des Güterbahnhofes Halle (Saale) wurde der Ablaufbetrieb im Dezember 2018 eingestellt. Seitdem nutzt die DB das Gelände unter der Bezeichnung „Stillstandsmanagement Leipzig-Engelsdorf“ zur Abstellung ausgemusterter Lokomotiven und Wagen, welche dort auf den Weiterverkauf oder die Verschrottung warten.
Der Güterbahnhof war Ausgangspunkt für zahlreiche Gleisanschlüsse für die Industrie in Engelsdorf und Mölkau.

## Haltepunkte des Reiseverkehrs im Bahnhofsbereich
Leipzig-Engelsdorf Hp

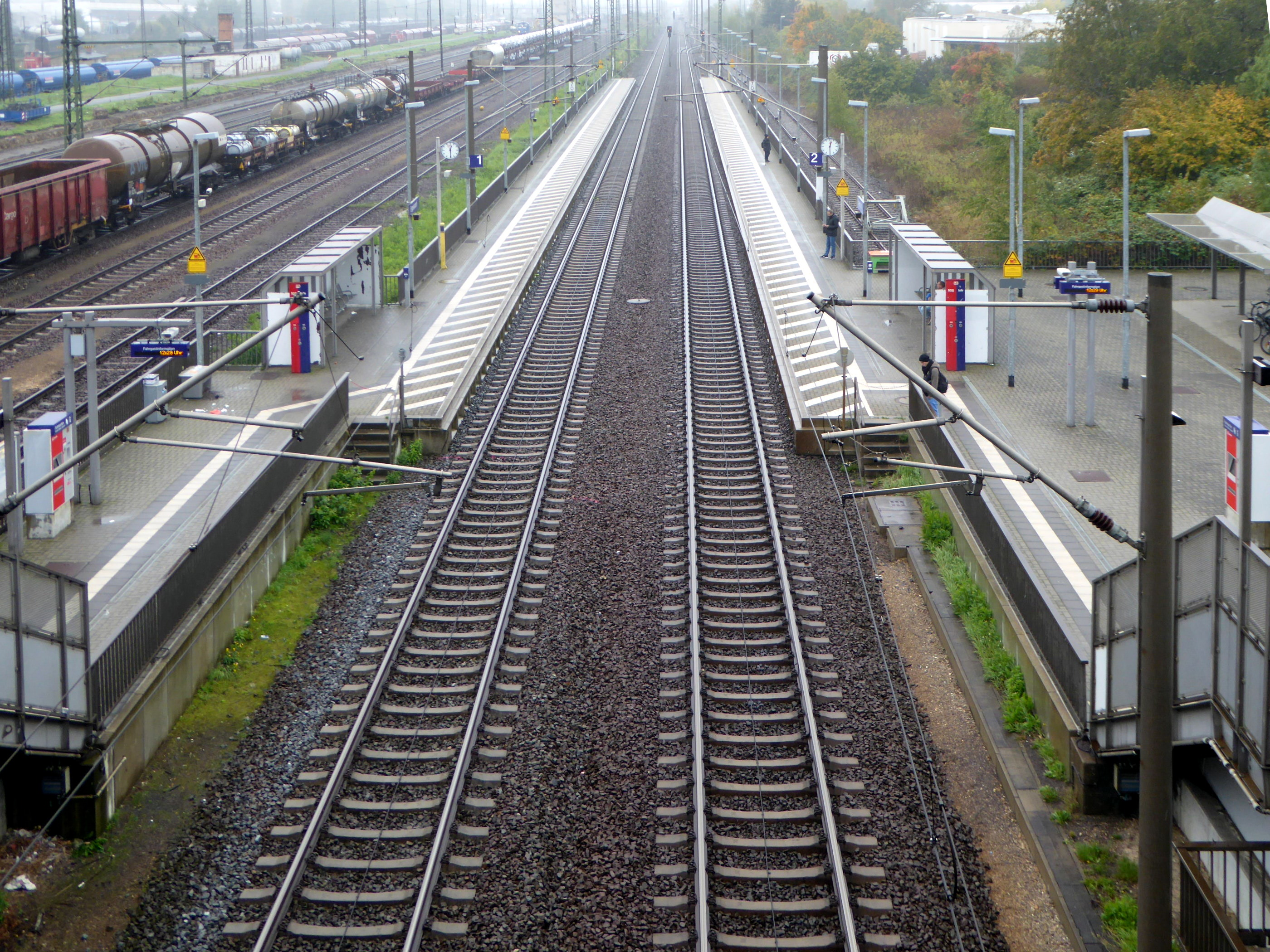
Engelsdorf Hp (2015)

Für den Reiseverkehr existiert seit 4. April 2001 an der Strecke Leipzig–Dresden der Personenhaltepunkt Leipzig-Engelsdorf (betrieblich Bahnhofsteil Leipzig-Engelsdorf Bstg). Er befindet sich auf Höhe der Hans-Weigel-Straße. Der Haltepunkt wird von den Zügen der Linie S 3 der S-Bahn Mitteldeutschland, den Regional-Express-Zügen Leipzig–Dresden und den Regionalbahnen in Richtung Grimma und Döbeln bedient. Bis Dezember 2016 trug er die Bezeichnung Engelsdorf Hp.
Engelsdorf Ost
Der Haltepunkt Engelsdorf Ost wurde am 1. November 1877 als Haltepunkt Sommerfeld eingerichtet. Er lag auf Höhe der Engelsdorfer Straße und wurde am 4. April 2001 durch die neue Betriebsstelle Engelsdorf Hp (inzwischen Leipzig-Engelsdorf Bstg) ersetzt.
Leipzig Industriegelände Ost
Der Haltepunkt Leipzig Industriegelände Ost auf Höhe der Güterbahnhofstraße bestand an der Strecke Leipzig–Dresden unter dem »Brückensteg« über den Güterbahnhof vom 26. Mai 1974 bis 8. April 2001. Genutzt wurde er insbesondere im bis Anfang der Neunziger starken Berufsverkehr der Engelsdorfer Eisenbahndienststellen. Er wurde ersatzlos abgebrochen, die in den 1980er Jahren erneuerte Fußgängerbrücke ist weiterhin vorhanden.
Leipzig Werkstättenstraße
Der Haltepunkt Leipzig Werkstättenstraße, südlich des Rangierbahnhofes an der Bahnstrecke Leipzig–Geithain gelegen, wird von den Regionalzügen der RB 113 bedient. Nachdem seit der Wiederinbetriebnahme der Strecke 2004 wegen der knappen Fahrzeiten zeitweise nur wenige Züge in Tagesrandlage hielten, bestehen seit der Entzerrung der Fahrzeiten durch die überschlagene Wende der RE-Züge im Bahnhof Leipzig Hbf ganztägig Bedarfshalte. Bis Dezember 2016 hieß der Haltepunkt Engelsdorf Werkstätten. Er ist zugleich Überleitstelle und bildet das Ende für die an der Überleitstelle Leipzig-Paunsdorf Hp beginnende, nur etwa einen Kilometer lange Zweigleisigkeit der Strecke in diesem Abschnitt.

## Bahnbetriebs- und Reichsbahnausbesserungswerk
Am südlichen Rand des Geländes befindet sich seit 1905 das Bahnbetriebswerk Engelsdorf. Zuletzt war es ein Betriebshof von DB Cargo und wurde am 8. Dezember 2018 geschlossen. Das Gelände wird seitdem teilweise von DB Netz (seit 2024 DB InfraGO) genutzt.
In den Jahren 1904 und 1905 wurde eine Lokomotiv- und Wagenwerkstatt erbaut und am 1. Dezember 1905 eingeweiht. Daraus entwickelte sich ein großes Reichsbahnausbesserungswerk mit zuletzt 2300 Beschäftigten im Jahr 1989. Durch den geplanten Bau des Leipziger Hauptbahnhofes musste das damalige Eisenbahnwerk Leipzig II am Dresdner Bahnhof verlegt werden, um genügend Fläche für den Neubau zu schaffen. Als neuer Standort wurde Engelsdorf gewählt, da es sich nahe der Bahnstrecke nach Dresden befand und viele freie Flächen bot. Im September 1904 wurde das Bahnkraftwerk Leipzig-Connewitz errichtet und versorgte ab November 1905 das Reichsbahnausbesserungswerk mit Strom.
Trotz fast vollständiger Zerstörung in den Kriegsjahren 1944 und 1945 entwickelte sich das Reichsbahnausbesserungswerk zu einem Großbetrieb mit zeitweise fast 4000 Beschäftigten. Bis 1967 wurden jährlich bis zu 550 Dampflokomotiven sowie tausende Güter- und Personenwagen verschiedener Typen repariert und überholt. 1967 wurde die Ausbesserung von Dampflokomotiven eingestellt und am 17. November 1967 verließ die letzte reparierte Dampflokomotive mit den ersten zehn neugebauten Güterwagen die Lokrichthalle. Danach konzentrierte sich das Werk auf den Bau von gedeckten Güterwagen, 1968 waren es bereits 1000 Stück der Gattung Gbs. Später kamen auch Kessel- und Containerwagen sowie gedeckte Güterwagen der Sonderbauart Hbs mit Einrichtungen für den Mannschaftstransport hinzu. Die Fertigung von Kesselwagen wurde 1977 in den Werkteil Niedersachswerfen verlegt. Weiterhin wurden Bananentransportwagen, Eichwagen, Gleismess- und Mehrzweckfahrzeuge produziert. Im Jahr 1977 konnte der zehntausendste Güterwagen der Deutschen Reichsbahn übergeben werden.
Im Jahr 1990 verschlechterte sich die Auftragslage dramatisch und es mussten die ersten 600 Mitarbeiter entlassen werden. Bis 1993 wurden noch Bahnpostwagen repariert. 1993 wurde die Schließung bis 1997 beschlossen und weitere 483 Mitarbeiter schieden aus. 1994 mussten noch einmal 500 Beschäftigte das Werk verlassen. Die Schließung konnte jedoch abgewendet werden und eine Investorengruppe übernahm das Werk Leipzig-Engelsdorf. Im Jahr 2001 wird die LRS Leipzig Rail Service GmbH gegründet, in die zum 1. Januar 2002 151 Mitarbeiter übergingen. 2010 kam es zum Verkauf an die schwedische EuroMaint AB. 2016 erfolgte ein weiterer Verkauf an die RailMaint GmbH, welche heute am Standort Engelsdorf Güterwageninstandhaltungen durchführt.
Der Standort verfügt über eine Gesamtfläche von 25 000 m², 10 km Gleisanlagen, eine Strahlanlage, Lackiererei, Kesselwageninnen- und -außenreinigungsanlage und eine Verbrennungsanlage für Flüssiggas.

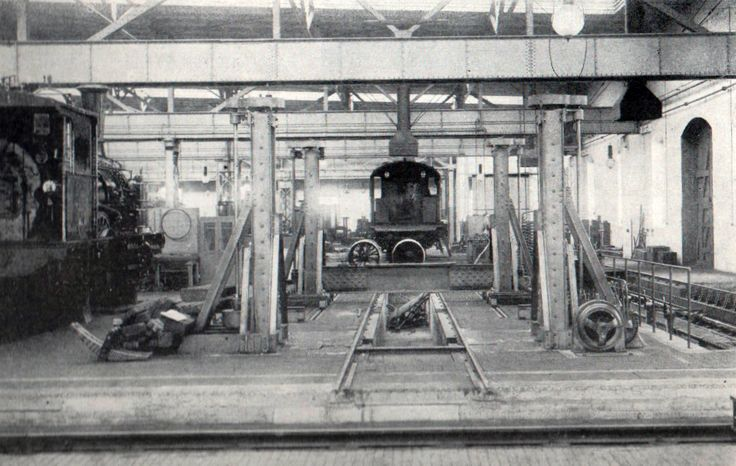
Die Lokrichthalle um 1910
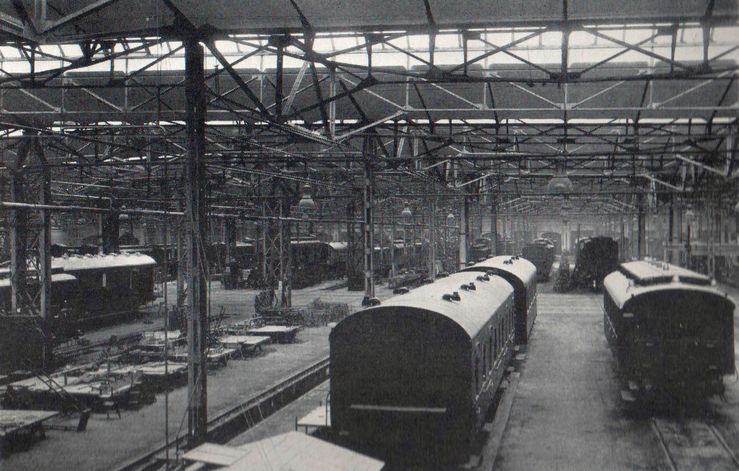
Die Wagenrichthalle um 1925
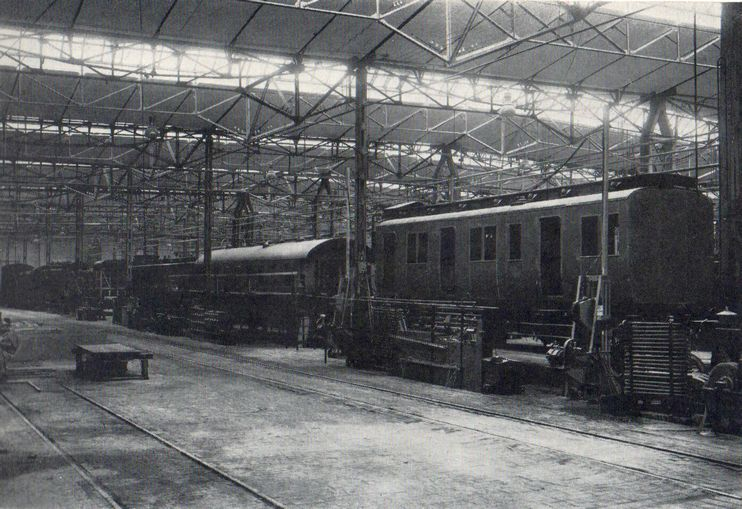
Die Wagenrichthalle um 1942
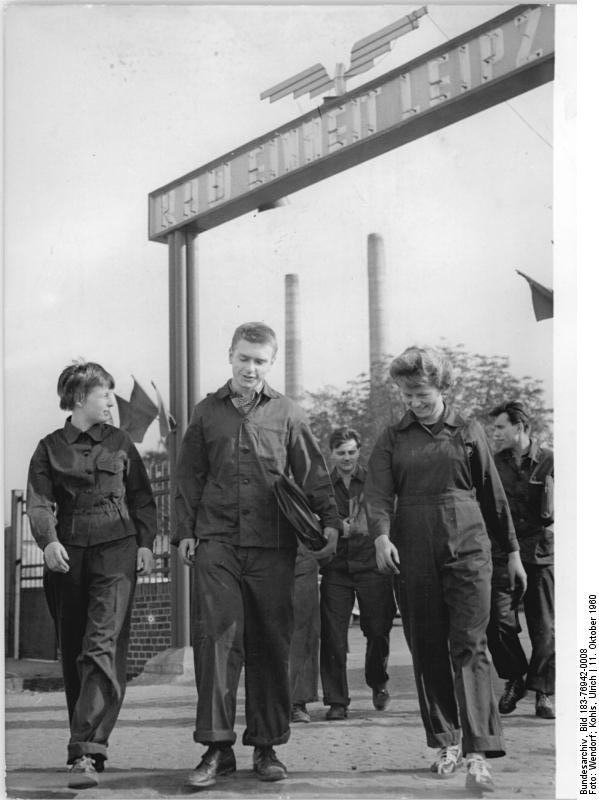
Studenten der DHFK zum Praktikum im Raw
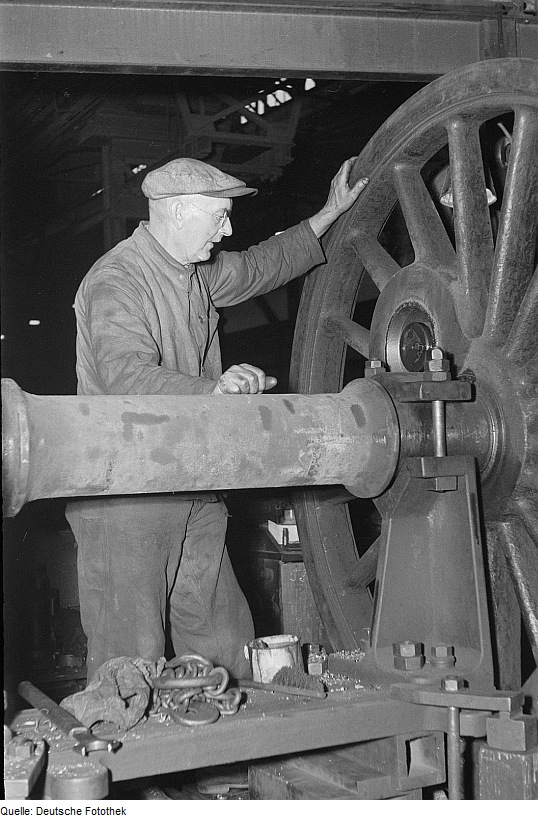
Arbeiten an einem Kuppelradsatz einer Dampflokomotive
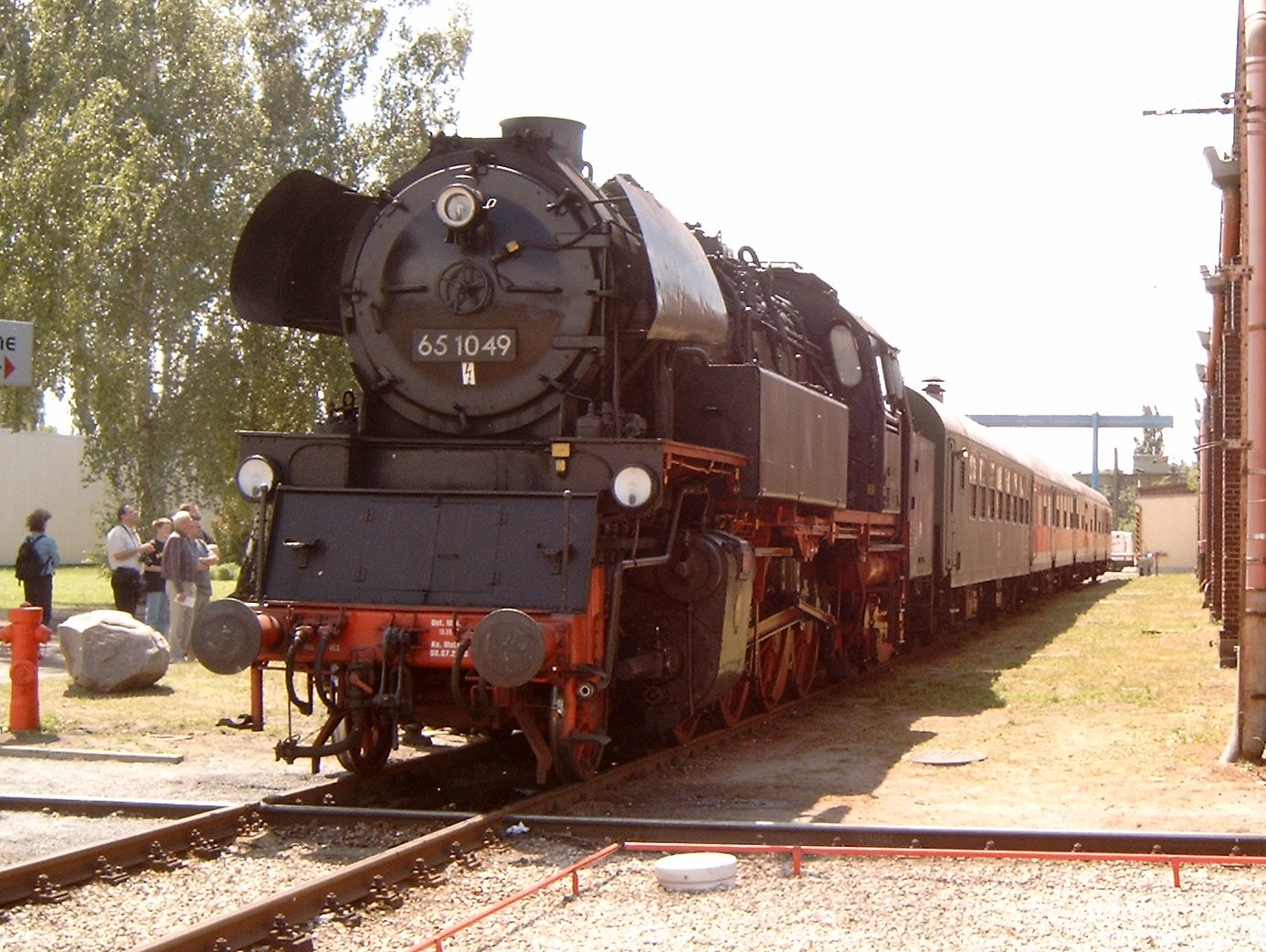
65 1049 im Raw Engelsdorf zum Tag der offenen Tür 2005